# Свириденко Володимир
Володи́мир Свириде́нко (* 12 жовтня 1942, Слов'янськ Донецької області) — український маляр. Представник фігуративного експресіонізму.

## Біографія
Студіював у Кент-Стейт університі (США) і в Парижі. Навчає в мистецьких школах Клівленду. Численні виставки (Нью-Йорк, Детройт, Акрон й ін.).
Картини з українською тематикою — «Козак Іван», «Козак у синьому» та ін.